# 北海道体育学会
北海道体育学会（ほっかいどうたいいくがっかい、英語: Hokkaido Society Of Physical Education, Health And Sport Sciences (HSPEHSS)）は、日本の学術研究団体の一つ。

## 概要
1951年4月1日設立。学術研究団体としての種別は単独学会。
体育に関する科学的な研究をなし、体育学の発展をはかるとともに、体育の実践に寄与することを目的としている。

## 沿革
- 1951年 - 北海道体育学会発足。

## 刊行物

### 北海道体育学研究
- 誌名（和文）：北海道体育学研究
- 誌名（欧文）：Hokkaido Journal of Physical Education, Health and Sport Sciences
- 創刊年：1966
- 資料種別：ジャーナル（査読付き論文を含む）
- 使用言語：日英混在
- 発行形態：印刷体
- 著作権帰属先：学会
- クリエイティブコモンズ：定めていない
- 購読：有料